# Joy Mukherjee
Joy Mukherjee (Jhansi, 24 februari 1939 - Mumbai, 9 maart 2012) was een Indiase acteur en regisseur, die populair was in de jaren zestig van de 20ste eeuw.
Hij speelde in zonnige Hindi-films als "Love in Simla" (zijn debuutfilm in 1960), "Shagird", "Love in Tokyo", "Ziddi", "Phir Wohi Dil Laya Hoon" en "Ek Musafir Ek Hasina". Zijn tegenspeelsters waren onder meer Sadhana en Asha Parekh. Aan het einde van de jaren zestig werd hij steeds minder voor een rol gevraagd en ging hij regisseren en produceren, met slechts enkele successen als resultaat, zoals "Chhailla Babu" (1977). In 2009 speelde hij nog in een televisieserie, "Aye Dil-e-Nadan".
Joy Mukherjee kwam uit een filmfamilie: hij was de zoon van filmproducer Sashadhar Mukherjee, zwager van filmacteur Ashok Kumar en playbackzanger Kishore Kumar. Joy Mukherjee was getrouwd met een zus van Ashok Kumar en hij was een oom van de actrice Kajol.

## Filmografie
| Jaar | Film                         | Rol                          | Notitie                                                                             |
| ---- | ---------------------------- | ---------------------------- | ----------------------------------------------------------------------------------- |
| 1960 | Love in Simla                | Dev Kumar Mehra              |                                                                                     |
| 1960 | Hum Hindustani               | Satyendra Nath               |                                                                                     |
| 1962 | Ek Musafir Ek Hasina         | Ajay                         |                                                                                     |
| 1962 | Ummeed                       | Shanker                      |                                                                                     |
| 1963 | Phir Wohi Dil Laya Hoon      | Mohan                        |                                                                                     |
| 1964 | Aao Pyaar Karen              | Kesha                        |                                                                                     |
| 1964 | Door Ki Awaaz                | Prakash                      |                                                                                     |
| 1964 | Ishaara                      | Vijay                        |                                                                                     |
| 1964 | Ji Chahta Hai                | Parwana                      |                                                                                     |
| 1964 | Ziddi                        | Ashok                        |                                                                                     |
| 1965 | Bahu Beti                    | Shekhar                      |                                                                                     |
| 1966 | Love in Tokyo                | Ashok                        |                                                                                     |
| 1966 | Yeh Zindagi Kitni Haseen Hai | Sanjay Malhotra              |                                                                                     |
| 1966 | Saaz Aur Awaaz               | Rajesh                       |                                                                                     |
| 1967 | Shagird                      | Ramesh                       |                                                                                     |
| 1968 | Dil Aur Mohabbat             | Ramesh Choudhry              |                                                                                     |
| 1968 | Ek Kali Muskai               | Dr. Dilip                    |                                                                                     |
| 1968 | Humsaya                      | Shyam/Lin Tan                | ook regisseur en producent                                                          |
| 1969 | Dupatta                      |                              | Punjabi film                                                                        |
| 1970 | Aag Aur Daag                 | Raja                         |                                                                                     |
| 1970 | Ehsan                        | Raja V. Prasad               |                                                                                     |
| 1970 | Inspector                    | Inspecteur Rajesh, Agent 707 |                                                                                     |
| 1970 | Moojrim                      | Gopal                        |                                                                                     |
| 1970 | Puraskar                     | Rakesh                       |                                                                                     |
| 1971 | Kahin Aar Kahin Paar         | CID Agent                    |                                                                                     |
| 1972 | Ek Bar Mooskura Do           | Dr. Ashok                    |                                                                                     |
| 1977 | Haiwan                       | Major Anil Verma             |                                                                                     |
| 1977 | Chhailla Babu                |                              | Regisseur                                                                           |
| 1985 | Phoolan Devi                 | Bara Thakur                  |                                                                                     |
| 1985 | Insaaf Main Karoonga         | Shamsher Singh               |                                                                                     |
| 2013 | Love in Bombay               | Badal                        | Ook regisseur en producent. Film was gemaakt in 1971, maar werd nu pas uitgebracht. |